# Хромозом 10 (човек)
Хромозом 10 је аутозомни хромозом и десети по величини у хуманом кариотипу. Изграђен је од 144 милиона парова база ДНК што чини 4 до 4,5% укупне количине ДНК ћелији. Према положају центромере припада субметацентричним хромозомима.

## Мапирано гени и болести
На овом хромозому мапирани су гени за следеће болести и поремећаје:
- бубрежна дисплазија
- леукемија
- тромбоцитопенија
- склоност за гојазност
- мултипла ендокрина неоплазија
- медуларни карцином штитасте жлезде
- Hirsprungova
- Refsumova болест одраслих
- DeGiergov синдром
- Moebiusov синдром
- Gaucherova болест
- Hermansky-Pudlak синдром
- Cowdenova болест
- Lhermite-Duclos синдром
- Bannayan-Zonana синдром
- Crouyonov синдром
- Jackson-Weiss синдром
- Beare-Stevenson синдром
- карцином простате
- мегалобластна анемија
- хронична инфекција
- урофацијални синдром
- хипоглобулинемија
- спастична параплегија
- болест накупљања холестерил-етра
- глауком
- Кокејнов синдром  II